# Música de Forrest Gump
A música do filme Forrest Gump consiste em um álbum duplo contendo as músicas tocadas ao decorrer do filme e um álbum simples contendo os temas instrumentais composto por Alan Silvestri.

## The Soundtrack
Forrest Gump – The Soundtrack é a trilha sonora baseada no filme premiado com o Academy Award e Golden Globe Award, Forrest Gump.
A trilha contêm dois CDs com músicas de vários artistas como Elvis Presley, Clarence Frogman Henry, Joan Baez, Aretha Franklin, Randy Newman e muitos outros.
A fita cassete da trilha, não tinha incluído a música "Forrest Gump Suite" e entre outras que foram tocadas no filme. Já para o lançamento do CD, essas músicas foram também incluídas. Este álbum está na lista dos 200 álbuns definitivos no Rock and Roll Hall of Fame.

### Faixas
Disco Um
| N.º | Título                                        | Intérprete                   | Duração |  |
| 1.  | "Hound Dog"                                   | Elvis Presley                | 2:16    |  |
| 2.  | "Rebel Rouser"                                | Duane Eddy                   | 2:21    |  |
| 3.  | "(I Don't Know Why) But I Do"                 | Clarence Frogman Henry       | 2:18    |  |
| 4.  | "Walk Right In"                               | The Rooftop Singers          | 2:33    |  |
| 5.  | "Land of 1000 Dances"                         | Wilson Pickett               | 2:25    |  |
| 6.  | "Blowin' in the Wind"                         | Joan Baez                    | 2:36    |  |
| 7.  | "Fortunate Son"                               | Creedence Clearwater Revival | 2:18    |  |
| 8.  | "I Can't Help Myself (Sugar Pie Honey Bunch)" | The Four Tops                | 2:43    |  |
| 9.  | "Respect"                                     | Aretha Franklin              | 2:27    |  |
| 10. | "Rainy Day Women #12 & 35"                    | Bob Dylan                    | 4:35    |  |
| 11. | "Sloop John B"                                | Beach Boys                   | 2:56    |  |
| 12. | "California Dreamin"                          | The Mamas & the Papas        | 2:39    |  |
| 13. | "For What It's Worth"                         | Buffalo Springfield          | 2:38    |  |
| 14. | "What the World Needs Now Is Love"            | Jackie DeShannon             | 3:13    |  |
| 15. | "Break on Through (To the Other Side)"        | The Doors                    | 2:27    |  |
| 16. | "Mrs. Robinson"                               | Simon & Garfunkel            | 3:51    |  |

Disco Dois
| N.º | Título                                                 | Intérprete                         | Duração |  |
| 1.  | "Volunteers"                                           | Jefferson Airplane                 | 2:04    |  |
| 2.  | "Let's Get Together"                                   | The Youngbloods                    | 4:36    |  |
| 3.  | "San Francisco (Be Sure to Wear Flowers in Your Hair)" | Scott McKenzie                     | 2:58    |  |
| 4.  | "Turn! Turn! Turn! (To Everything There Is a Season)"  | The Byrds                          | 3:54    |  |
| 5.  | "Aquarius/Let the Sunshine In"                         | Fifth Dimension                    | 4:48    |  |
| 6.  | "Everybody's Talkin"                                   | Harry Nilsson                      | 2:44    |  |
| 7.  | "Joy to the World"                                     | Three Dog Night                    | 3:16    |  |
| 8.  | "Stoned Love"                                          | The Supremes                       | 2:59    |  |
| 9.  | "Raindrops Keep Fallin' on My Head"                    | B.J. Thomas                        | 3:00    |  |
| 10. | "Mr. President"                                        | Randy Newman                       | 2:46    |  |
| 11. | "Sweet Home Alabama"                                   | Lynyrd Skynyrd                     | 4:43    |  |
| 12. | "It Keeps You Runnin"                                  | The Doobie Brothers                | 4:13    |  |
| 13. | "I've Got to Use My Imagination"                       | Gladys Knight & the Pips           | 3:30    |  |
| 14. | "On the Road Again"                                    | Willie Nelson                      | 2:29    |  |
| 15. | "Against the Wind"                                     | Bob Seger & the Silver Bullet Band | 5:33    |  |
| 16. | "Forrest Gump Suite"                                   | Alan Silvestri                     | 8:49    |  |

Músicas que tocaram no filme mas que não estão na trilha:
- "Where Have All the Flowers Gone?" – Pete Seeger
- "Love Her Madly" – The Doors
- "Soul Kitchen" – The Doors
- "Hello I Love You" – The Doors
- "People Are Strange" – The Doors
- "Free Bird" – Lynyrd Skynyrd
- "All Along the Watchtower" – Jimi Hendrix
- "Running on Empty" – Jackson Browne
- "Hey Joe" – Jimi Hendrix
- "Get Down Tonight" – KC & the Sunshine Band
- "Let's Work Together" – Canned Heat
- "Tie a Yellow Ribbon Round the Ole Oak Tree" – Tony Orlando & Dawn
- "Go Your Own Way" – Fleetwood Mac
- "Hanky Panky" – Tommy James & the Shondells

A música "Imagine" de John Lennon é citada no filme mas não foi incluída na trilha sonora.
A fita cassete do filme quando foi lançada, não tinha as músicas:
- "Walk Right In"
- "Land of 1000 Dances"
- "Blowin' in the Wind"
- "For What It's Worth"
- "Joy to the World"
- "Stoned Love"
- "Raindrops Keep Fallin' on My Head"
- "Forrest Gump Suite"

Em agosto de 2001, a Epic lançou o Special Collector's Edition em que inclui mais duas músicas que foram tocadas na cena em que Forrest corre pelos Estados Unidos. Além dos outros já incluídos terem sido remasterizados.
A ordem das faixas do CD 1 é a mesma da primeira Edição Especial mas a do CD 2 ficou diferente:
| N.º | Título                                                 | Intérprete                         | Duração |  |
| 1.  | "Volunteers"                                           | Jefferson Airplane                 | 2:04    |  |
| 2.  | "Let's Get Together"                                   | The Youngbloods                    | 4:36    |  |
| 3.  | "San Francisco (Be Sure to Wear Flowers in Your Hair)" | Scott McKenzie                     | 2:58    |  |
| 4.  | "Turn! Turn! Turn! (To Everything There Is a Season)"  | The Byrds                          | 3:54    |  |
| 5.  | "Aquarius/Let the Sunshine In"                         | Fifth Dimension                    | 4:48    |  |
| 6.  | "Everybody's Talkin"                                   | Harry Nilsson                      | 2:44    |  |
| 7.  | "Joy to the World"                                     | Three Dog Night                    | 3:16    |  |
| 8.  | "Stoned Love"                                          | The Supremes                       | 2:59    |  |
| 9.  | "Raindrops Keep Fallin' on My Head"                    | B.J. Thomas                        | 3:00    |  |
| 10. | "Mr. President"                                        | Randy Newman                       | 2:46    |  |
| 11. | "Sweet Home Alabama"                                   | Lynyrd Skynyrd                     | 4:43    |  |
| 12. | "Running On Empty"                                     | Jackson Browne                     | 4:56    |  |
| 13. | "It Keeps You Running"                                 | The Doobie Brothers                | 4:14    |  |
| 14. | "I've Got To Use My Imagination"                       | Gladys Knight & the Pips           | 3:30    |  |
| 15. | "Go Your Own Way"                                      | Fleetwood Mac                      | 3:40    |  |
| 16. | "On the Road Again"                                    | Willie Nelson                      | 2:30    |  |
| 17. | "Against the Wind"                                     | Bob Seger & the Silver Bullet Band | 5:33    |  |
| 18. | "Forrest Gump Suite"                                   | Alan Silvestri                     | 8:49    |  |

## Original Motion Picture Score
Forrest Gump – Original Motion Picture Score é a trilha sonora instrumental do filme Forrest Gump. Todas as músicas foram compostas por Alan Silvestri.

### Faixas
| N.º | Título                          | Duração |  |
| 1.  | "I'm Forrest…Forrest Gump"      | 2:41    |  |
| 2.  | "You're No Different"           | 0:58    |  |
| 3.  | "You Can't Sit Here"            | 2:26    |  |
| 4.  | "Run Forrest Run"               | 2:15    |  |
| 5.  | "Pray With Me"                  | 0:57    |  |
| 6.  | "The Crimson Gump"              | 1:08    |  |
| 7.  | "They're Sending Me to Vietnam" | 2:22    |  |
| 8.  | "I Ran and Ran"                 | 1:43    |  |
| 9.  | "I Had a Destiny"               | 1:20    |  |
| 10. | "Washington Reunion"            | 0:47    |  |
| 11. | "Jesus on the Mainline"         | 1:58    |  |
| 12. | "That's My Boat"                | 1:16    |  |
| 13. | "I Never Thanked You"           | 0:48    |  |
| 14. | "Jenny Returns"                 | 2:42    |  |
| 15. | "The Crusade"                   | 2:02    |  |
| 16. | "Forrest Meets Forrest"         | 1:41    |  |
| 17. | "The Wedding Guest"             | 1:46    |  |
| 18. | "Where Heaven Ends"             | 1:35    |  |
| 19. | "Jenny's Grave"                 | 1:25    |  |
| 20. | "I'll Be Right Here"            | 0:50    |  |
| 21. | "Suite from Forrest Gump"       | 6:36    |  |